# Xestocephalus maquilingensis
Xestocephalus maquilingensis är en insektsart som beskrevs av Baltasar Merino 1936. Xestocephalus maquilingensis ingår i släktet Xestocephalus och familjen dvärgstritar. Inga underarter finns listade i Catalogue of Life.